# Baile an Mhuilinn (Galway)
Baile an Mhuilinn (gaèlic irlandès) o Milltown (anglès) és un petit poble al Comtat de Galway, Irlanda, a la riba del Clare, a uns 47 km de la capital del comtat Galway, i a 11 km de Tuam a la carretera N17 que mena cap a Sligo. L'astrònom, poeta i geòleg John Birmingham (1816-1884) va passar la infantesa en aquesta localitat.

## Història
La parròquia de Milltown sorgí per l'agregació de les dues parròquies civils d'Adergoole i Liskeevy, ambdues d'origen medieval. El primer registre històric de Milltown recula fins al 1589. Segons l'historiador Hubert Thomas Knox a History of Mayo, Sir Murrogh O'Flaherty i el seu exèrcit vingueren per a atacar a Edward Birmingham, assaltaren el castell, cremaren la meitat de Milltown i destruïren el cereal del castell, però no pogueren capturar el castell després d'una sagnant batalla. Durant el seu retorn a Cong, van cremar altres setze pobles i s'endugueren tres mil caps de bestiar.
El topònim Milltown o Baile un Mhuilinn (la ciutat del molí) deriva dels dos molins que aprofiten les aigües del riu Clare - el molí d'O'Grady (O'Grady's mill) a Milltown, i el molí de Birmingham (Birmingham's mill) a Lack. El molí d'O'Grady fou enderrocat a la dècada del 1950 durant la remodelació del curs del Corrib, mentre que les ruïnes del molí de Birmingham encara perviuen al costat del riu.

### Caiuc de Lurgan
L'agost del 1902 un pagès local trobà un caiuc de l'edat del bronze a Lurgan Bog. El vaixell es va trobar mentre s'aprofundia un rec de drenatge. A trobar els cinquanta peus molt de temps barca, el trobar va ser informat a Sir Thomas Esmonde de l'Acadèmia Reial Irlandesa. Esmonde visità Lurgan i va comprar la barca per 25£. El caiuc fou traslladat de Lurgan a l'estació de ferrocarril de Milltown per obrers. D'allà fou traslladat per tren al Museu Nacional d'Irlanda a Dublín on encara s'hi conserva.

### Curses de Milltown
Les curses de Milltown daten, com a mínim, des del 1877, tanmateix; anteriors reunions de curses es remunten a la dècada de 1840 organitzades per la noblesa local celebrada al Race Park de Dalgin. Aquestes curses al principi es feien el Dia de Sant Patrici, canviant-se més tard al Pasqua dilluns al tombant de segle per a gaudir de millors condicions de temps.

### Guerra d'Independència
La Guerra d'independència irlandesa s'allargà entre 1919 i 1921. Quan s'iniciaren les hostilitats el 1919 la companyia de l'IRA a Milltown comptava entre 30 i 40 homes. Milltown fou testimoni de dues emboscades de l'IRA, anomenades localment com les emboscades d'Egg Shed i de Cnocán Mór.
L' Egg Shed a Milltown és una petita cabana amb una porta vermella i un teulat inclinat, que és davant de la urbanització de Millbrook. L'Egg Shed era usat com a magatzem d'ous per a la distribució dels compradors d'altres regions. L'abril del 1921 dos conestables del RIC que tornaven a la seva caserna després d'estar patrullant a l'estació de ferrocarril, foren atacats per voluntaris locals a l'Egg Shed. L'emboscada fou perpetrada per entre deu i dotze homes locals amb l'objectiu d'arrabassar els rifles i municions dels policies. Tanmateix; un xic després alguns policies i Black and Tans armats arribaren al lloc provinents de la propera caserna de policia i aconseguint recuperar els rifles.
L'emboscada de Cnocán Mór va ocórrer el 27 de juny de 1921 a la carretera entre Milltown i Tuam. Una columna volant de set voluntaris locals sota el comandament de Tom Dunleavy, esperava una patrulla combinada de RIC i Black and Tan. Foren morts dos membres de la patrulla, el Sergent James Murrin i el Conestable Edgar Day; i fou ferit un policia; i un Black & Tan anomenat Carter va fugir. El Sergent Murrin havia de retirar-se en una pensió una setmana abans, però degut a un problema amb la seva documentació final, fou requerit a restar a la caserna. El Conestable Day era un home jove de Nottingham.
Després de l'emboscada de Cnocán Mór Ambush, s'arrestà a molta gent i molts dels arrestats van ser apallissats. Els Black and Tans van dur a terme represàlies cruels com ara calar foc a la casa de David Flannery a Liskeavy, però afortunadament l'incendi fou sufocat a mans dels veïns i familiars. Tanmateix; la família Hannon de Belmont sofrí una pitjor sort, ja que la seva llar cremà de cap a peus. També es va imposar el toc de queda.

### Guerra civil
La Guerra Civil irlandesa assolà el país els anys 1922 i 1923. La causa del conflicte era una ruptura sobre el Tractat Angloirlandès (1921) entre els qui hi donaven suport, i els qui s'hi oposaven. Una bona part dels qui havien lluitat colze a colze durant la Guerra d'Independència passaren a lluitar els uns contra els altres.
L'incident més famós de la Guerra Civil a la localitat ocorregué a les portes de Milbrook House en un esdeveniment més tard anomenat l'emboscada de The Grand Gates. Un empleat,anomenat James McDonagh de la vila de Conagher, fou trobat sospitós ser un espia policial per part de fenians locals. Presumptament, Joe Dalton, gerent de la botiga de McDonnell (més tard Glynn's shop) havia parlat amb McDonagh al bar fins que McDonagh s'emborratxà. El barman, anomenat Roche i altres fenians locals muntaren una emboscada a Milbrook. Mentre McDonagh tornava caminant begut cap a casa, fou mort ser matat a les portes de Milbrook House. Roche emigrà a Amèrica poc després per tal d'evitar evitar el processament.

## Transport
L'estació de ferrocarril de Milltown fou inaugurada el 1894 i clausurada el 17 de juny de 1963. Milltown era un de les estacions del Western Railway Corridor entre Tuam i Claremorris. Fins al 2009 hi hagué plans per a reobrir la línia i l'estació amb finançament del programa "Transport 21" del govern irlandès.
Per Milltown passa la carretera N17 carretera que uneix Tuam i Sligo.

## Religió
La present parròquia de Milltown va ser formada per la unificació de les parròquies d'Adergoole i Liskeavy en algun moment entre els anys 1704 i 1801. Abans d'això, Liskeavy i Adergoole ere parròquies separades, cadascuna amb el seu propi temple, no havent-hi cap església a Milltown. El 1803 es va construir una església a Kilclooney amidant uns vuitanta peus per vint. També es construí una església molt més petita per aquell temps a Kilclooney a la vila de Kilerneen o Drim.
L'església vella a Milltown fou construïda el 1831 en un lloc proporcionat per la família del terratinent Bodkin. Aquesta església va ser reemplaçada per la present de St. Joseph a Milltown que va ser construïda els anys 1969/70. La construcció de l'església assolí un cost de 75.000£ i va ser dissenyada per John Thompson and Partners, Limerick. El vitralls de l'església foren dissenyats per George Walsh i pintats per William Earley.